# Queensberry
Le Queensberry sono un gruppo musicale femminile tedesco formatosi nel 2008 grazie al talent show Popstars in Germania.

## Storia
Le Queensberry sono un gruppo di musica pop e R&B creato in maniera totalmente mediatica tramite la settima edizione del programma Popstars in Germania. Il gruppo è composto da 4 ragazze: Leonore Bartsch, Gabriella De Almeida Rinne, Antonella Trapani e Victoria Ulbrich.
Nell'autunno del 2008 hanno pubblicato il loro primo album, intitolato Volume I, e i relativi singoli No Smoke, I Can't Stop Feeling e Too Young (quest'ultimo è contenuto nell'edizione deluxe del primo album ed è stato reinserito nel secondo) che hanno ottenuto successo non solo in Germania ma anche in molte altre nazioni europee.
Nel febbraio nel 2009 sono state inoltre le sostenitrici delle Pussycat Dolls esibendosi all'inizio dei loro concerti.
A novembre 2009 è stato pubblicato anche il loro secondo album On My Own, preceduto dal singolo Hello (Turn Your Radio On) pubblicato in ottobre. L'album ottenne un successo nettamente inferiore rispetto al primo, e di conseguenza la pubblicazione negli Stati Uniti è stata annullata.
Le Queensberry hanno anche realizzato il brano "The Song" per la colonna sonora di Alvin Superstar 2 e i brani "Little Bit Wonderful" e "Superworld" per quella di Hanni & Nanni.
Dall'estate del 2010 Victoria Ulbrich e Antonella Trapani sono sostituite da Selina Herrero e Ronjia Hibling perché entrambe hanno lasciato il progetto, la prima per intraprendere una carriera da solista l'altra per problemi di salute.
Le Queensberry hanno partecipato ancora una volta alla colonna sonora di "Alvin superstar" con la canzone "Chipwrecked", successivamente nella primavera del 2012 anche Selina Herrero lascia il gruppo e pubblicano come tiro il singolo "Timless" in attesa del nuovo album.
Il gruppo si scioglie ufficialmente nella primavera del 2013 a causa del flop dell'album "chapter 3" dal quale era stato estratto un altro singolo chiamato "A girl like me", nel frattempo anche Leo si era allontanata dal gruppo per motivi di salute.

## Discografia

### Album
| Anno | Titolo | Classifica | Classifica | Classifica | Classifica | Classifica | Certificazioni                                                                       |
| Anno | Titolo | GER        | AUT        | SWI        | POL        | EU         | Certificazioni                                                                       |
| ---- | --- | ---------- | ---------- | ---------- | ---------- | ---------- | ------------------------------------------------------------------------------------ |
| 2008 | Volume I - Primo album - Pubblicato: 12 dicembre 2008 - Ripubblicato: 26 giugno 2009 - Etichetta: Warner Music | 6          | 3          | 12         | 59         | 31         | - GER certification: Gold - Sales: 100.000 - AUT certification: Gold - Sales: 10.000 |
| 2009 | On My Own - Secondo album - Pubblicato: 6 novembre 2009 - Etichetta: Warner Music                              | 26         | 49         | 77         | /          | /          | - GER certification: TBA - Sales: TBA - AUT certification: TBA - Sales: TBA          |

### Singoli
| Anno | Titolo                                   | Classifica | Classifica | Classifica | Classifica | Album                               |
| Anno | Titolo                                   | GER        | AUT        | SWI        | EU         | Album                               |
| ---- | ---------------------------------------- | ---------- | ---------- | ---------- | ---------- | ----------------------------------- |
| 2008 | "I Believe in X-Mas" (Popstars-Allstars) | 14         | 13         | 45         | 53         |                                     |
| 2008 | "No Smoke" 1                             | 23         | 57         | 22         | 109        | Volume I                            |
| 2009 | "I Can't Stop Feeling" 1                 | 23         | 57         | 40         | 125        | Volume I                            |
| 2009 | "Too Young"                              | 5          | 12         | 33         | 25         | Volume I - Deluxe Edition On My Own |
| 2009 | "Hello (Turn Your Radio On)"             | 4          | 12         | 29         | 16         | On My Own                           |

1: pubblicato come doppia a-side